# Chủ nghĩa quốc tế tự do
Chủ nghĩa quốc tế tự do (tiếng Anh: liberal internationalism) là một học thuyết về chính sách đối ngoại cho rằng một quốc gia theo chủ nghĩa tự do nên can thiệp vào các quốc gia có chủ quyền khác để theo đuổi các mục tiêu tự do. Sự can thiệp đó bao gồm cả xâm lược quân sự và viện trợ nhân đạo. Quan điểm này trái với các học thuyết về chính sách đối ngoại như chủ nghĩa cô lập, chủ nghĩa hiện thực, hoặc chủ nghĩa không can thiệp. Các học thuyết này coi "chủ nghĩa quốc tế tự do" đặc trưng bởi chủ nghĩa can thiệp tự do. Người ủng hộ hay người theo chủ nghĩa quốc tế tự do được gọi là người quốc tế tự do.

## Lịch sử
Chủ nghĩa quốc tế tự do nổi lên trong thế kỷ XIX, đặc biệt là dưới sự bảo trợ của Bộ trưởng Ngoại giao Anh và Thủ tướng Lord Palmerston. Nó đã được phát triển trong thập kỷ thứ hai của thế kỷ 20 dưới thời Tổng thống Hoa Kỳ Woodrow Wilson.

## Lý thuyết
Mục tiêu của chủ nghĩa quốc tế tự do là đạt được các cấu trúc toàn cầu trong hệ thống quốc tế có xu hướng thúc đẩy một trật tự thế giới tự do. Trong chừng mực đó, thương mại tự do toàn cầu, kinh tế tự do và các hệ thống chính trị tự do đều được khuyến khích. Ngoài ra, những người theo chủ nghĩa tự do quốc tế tận tâm hướng tới việc khuyến khích thể chế dân chủ xuất hiện trên toàn cầu. Một khi được thực hiện, nó sẽ mang lại "bình an hòa bình", vì các quốc gia tự do có mối quan hệ được đặc trưng bởi bất bạo động, và mối quan hệ giữa các nền dân chủ được đặc trưng bởi luận án hòa bình dân chủ.
Chủ nghĩa quốc tế tự do cho rằng, thông qua các tổ chức đa phương như Liên Hợp Quốc, có thể tránh được những sự lạm dụng tồi tệ nhất của "chính trị quyền lực" trong các mối quan hệ giữa các quốc gia.

## Ví dụ
Ví dụ cho người theo chủ nghĩa quốc tế tự do là cựu Thủ tướng Anh Tony Blair.
Các ví dụ thường được trích dẫn về chủ nghĩa can thiệp tự do trong hành động bao gồm sự can thiệp của NATO vào Bosnia và Herzegovina; Cuộc ném bom Nam Tư vào năm 1999 của NATO; Sự can thiệp quân sự của Anh trong cuộc nội chiến Sierra Leone; và sự Can thiệp quân sự vào Libya 2011.